# Triméthylsilane
Le triméthylsilane est un composé chimique de formule SiH(CH3)3. Il s'agit d'un gaz incolore à l'odeur douceâtre et nauséeuse, très inflammable, susceptible de s'enflammer spontanément en présence d'impuretés et formant des mélanges explosifs avec l'air. Il peut être produit en réduisant le chlorure de triméthylsilyle SiCl(CH3) avec un réducteur approprié, comme l'aluminohydrure de lithium LiAlH4 :
4 SiCl(CH3) + LiAlH4 ⟶ 4 SiH(CH3)3 + LiCl + AlCl3.
Il peut être utilisé dans l'industrie des semi-conducteurs pour le dépôt de diélectriques ou de barrières de diffusion (en) par dépôt chimique en phase vapeur assisté par plasma (PECVD).